# Кагарлицька волость
Кагарлицька волость — історична адміністративно-територіальна одиниця Київського повіту Київської губернії.
Станом на 1886 рік складалася з 10 поселень, 3 сільських громад. Населення — 8740 осіб (4381 чоловічої статі та 4359 — жіночої), 1646 дворових господарства.
|                     | Площа, десятин | У тому числі орної, дес. |
| ------------------- | -------------- | ------------------------ |
| Сільських громад    | 7766           | 4900                     |
| Приватної власності | 8497           | 7878                     |
| Казенної власності  | —              | —                        |
| Іншої власності     | 114            | 100                      |
| Загалом             | 16377          | 12878                    |

Основні поселення волості:
- Кагарлик — колишнє власницьке містечко при річці Мокрий Кагарлик за 80 верст від повітового міста, 2000 осіб, 560 дворів, 2 православні церкви, єврейський молитовний будинок, школа, 6 постоялих будинків, 26 лавок, вітряний млин, 5 кузень, вітряний та 3 кінних млини, бурякоцукровий завод. За версту — єврейська колонія з 509 мешканцями, молитовним будинком, кінним млином.
- Знудівка (Янівка) — колишнє власницьке село, 1000 осіб, 175 дворів, школа, 4 постоялих будинки, кінський завод.
- Кагарлицька Слобода — колишнє власницьке село при безіменній річці, 2136 осіб, 355 дворів, православна церква, школа, 3 постоялих будинки, лавка, винокурний завод.
- Новосілки (Переселення) — колишнє власницьке село при безіменній річці, 1950 осіб, 550 дворів, школа, 4 постоялих будинки, кінський завод.